# (8239) Signac
(8239) Signac ist ein Asteroid des äußeren Hauptgürtels, der am 29. September 1973 von dem niederländischen Astronomenehepaar Cornelis Johannes van Houten und Ingrid van Houten-Groeneveld entdeckt wurde. Die Entdeckung geschah im Rahmen der 2. Trojaner-Durchmusterung, bei der von Tom Gehrels mit dem 120-cm-Oschin-Schmidt-Teleskop des Palomar-Observatoriums aufgenommene Feldplatten an der Universität Leiden durchmustert wurden, 13 Jahre nach Beginn des Palomar-Leiden-Surveys.
Der mittlere Durchmesser des Asteroiden wurde mithilfe des Wide-Field Infrared Survey Explorers (WISE) mit 10,076 (±0,176) km berechnet, die Albedo mit 0,083 (±0,013)).
Nach der SMASS-Klassifikation (Small Main-Belt Asteroid Spectroscopic Survey) wurde bei einer spektroskopischen Untersuchung von Gianluca Masi, Sergio Foglia und Richard P. Binzel bei einer Unterteilung aller untersuchten Asteroiden in C-, S- und V-Typen (8239) Signac den C-Asteroiden zugeordnet.
Der Asteroid gehört zur Themis-Familie, einer Gruppe von Asteroiden, die nach (24) Themis benannt wurde. Die zeitlosen (nichtoskulierenden) Bahnelemente des Asteroiden sind fast identisch mit denjenigen von 13 weiteren Asteroiden, zu denen unter anderem (171118) Szigetköz gehört.
(8239) Signac wurde am 2. April 1999 nach dem französischen Maler und Grafiker Paul Signac (1863–1935) benannt. Signac gilt neben Georges Seurat als der bedeutendste Künstler des Neoimpressionismus beziehungsweise Pointillismus.